# Anna-Karin Edberg
Anna-Karin Edberg, född 9 mars 1961, är en svensk sjuksköterska och professor i omvårdnad vid högskolan Kristianstad.

## Biografi
Edberg utbildade sig till sjuksköterska och arbetade i slutet av 1980-talet inom äldrepsykiatrin. Hon blev vid något tillfälle tillfrågad om att hjälpa till i en studie som undersökte det som då kallades "skrikbeteende" hos personer som var i senare skedet av en demenssjukdom. Ett antal patienter spelades in på band och Edbergs uppgift var att lyssna med hörlurar och systematisera observationerna. Arbetet väckte tankar om samspelet mellan personal och patienter och deras bemötande, och ledde till vidare studier baserat på teorier om personcentrerad vård.
Edberg disputerade 1999 på en avhandling om vårdkvalitet och välbefinnande för personer med en demenssjukdom samt personalens situation. Hon kunde i avhandlingen visa att individuellt anpassad omvårdnad och systematisk klinisk handledning till personalen ökade samarbetet mellan personal och vårdtagare och bättre vidmakthöll vårdtagarnas välbefinnande, funktionella förmåga och beteende.
Edberg har medverkat i flera projekt om hur vård av äldre och dementa kan utvecklas och förbättras, till exempel projektet "UserAge" som tilldelades 9 miljoner i anslag för perioden 2017–2019 av forskningsrådet Forte. Projektet syftar till att ta fram kunskap om hur ökad medverkan och delaktighet från brukare, anhöriga och personal kan kombineras i vård och omsorg.
Edberg tillträdde i januari 2018 som vicerektor vid Högskolan Kristianstad. Hon har 2020 bland annat påtalat de negativa konsekvenserna av besöksrestriktioner på äldreboenden med anledning av coronapandemin 2020.
Edbergs publicering har (2024) enligt Google Scholar närmare 10 000 citeringar och ett h-index på 51.